# Glueball
Na física de partículas, glueball ou gluônio é uma partícula composta e hipotética. Ele consiste unicamente de partículas glúon sem valência de quarks. Tal estado é possível devido às cargas de cor carregadas pelos glúons e descritas pela teoria da força forte. Os glueballs existem em níveis de energias acessíveis aos colisores atuais, segundo a física teórica; entretanto, cálculos feitos em 2015 sugerem que uma partícula vista no Large Hadron Collider é um glueball.
Glueballs são extremamente difíceis de identificar em aceleradores de partículas por causa da sobreposição quântica com os demais estados de méson ordinários. 

## História
Os cientistas previram a existência da partícula, conhecida como odderon, a contrapartida do pomeron que carrega paridade de carga ímpar foi introduzida em 1973 por Leszek Łukaszuk e Basarab Nicolescu, descrevendo-a como uma conjunção rara e de curta duração de três partículas menores conhecidas como glúons. Potencialmente foi observado apenas em 2017 pelo experimento TOTEM no LHC. Desde então, os pesquisadores suspeitam que o odderon pode aparecer quando prótons se chocam em velocidades extremas, mas as condições precisas que o fariam surgir permanecem um mistério.
Após essas colisões de partículas, os cientistas observaram para ver o que acontecia. Eles teorizaram que os odderons apareceriam em taxas ligeiramente diferentes nas colisões próton-próton e próton-antipróton. Essa diferença se revelaria em um ligeiro descompasso entre as frequências dos prótons ricocheteando em outros prótons e as frequências dos prótons ricocheteando nos antiprótons. As colisões do LHC e do Tevatron aconteceram em diferentes níveis de energia. Mas os pesquisadores por trás deste novo artigo desenvolveram uma abordagem matemática para comparar seus dados. E produziu este gráfico, que eles chamaram de "money plot", mostrando que as colisões próton-antipróton não se alinham perfeitamente com as linhas de colisões próton-próton.
Essa diferença é o sinal revelador do odderon - demonstrado com significância estatística de 5 sigma, o que significa que a probabilidade de um efeito como esse emergir aleatoriamente sem o odderon envolvido seria de 1 em 3,5 milhões. Odderon são construídos de três quarks e muitos glúons, em vez de prótons.  Esses quarks são os pesos pesados do mundo subatômico, relativamente volumosos e responsáveis por compor a massa de prótons e nêutrons e a carga eletromagnética.
Os cientistas já haviam confirmado a existência da dupla glueball, mas em 2021 observam com confiança a tripla glueball chamada odderon, aquela que em 1973 estava prevista a existência.